# Adolphe Maujan
Adolphe Maujan, né à Pontanevaux, hameau de la commune de La Chapelle-de-Guinchay (Saône-et-Loire) le 3 juin 1853 et mort à Saint-Maur-des-Fossés le 23 avril 1914, est un homme politique français.

## Biographie

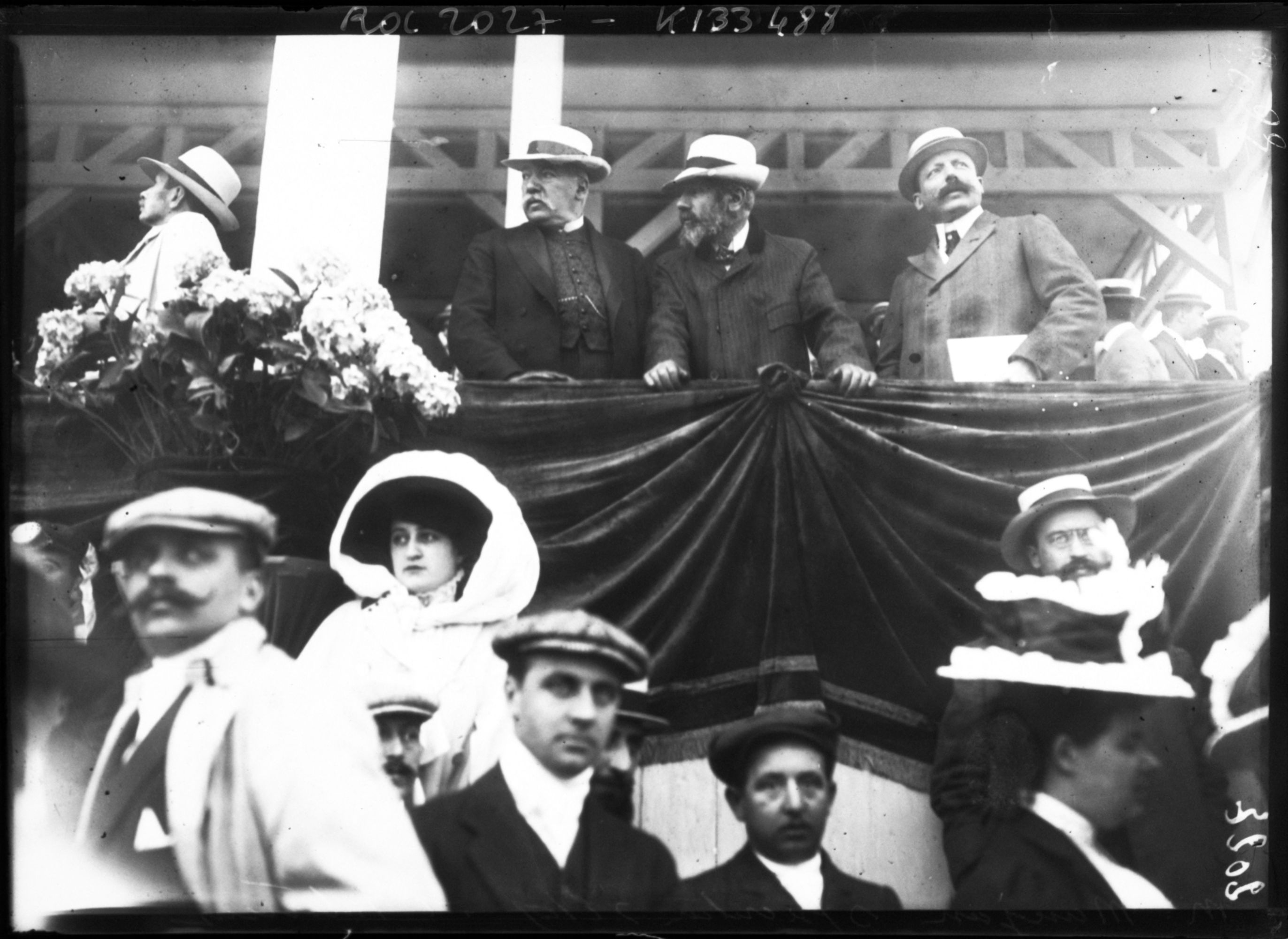
Adolphe Maujan, sous-secrétaire d'État à l'Intérieur (sur la tribune, à gauche) en 1908.

Élève du Lycée Henri-IV et de Saint-Cyr, le capitaine Adolphe Maujan devient le secrétaire du général Thibaudin, ministre de la Guerre. En octobre 1883, Jules Ferry remplace Thibaudin, proche des radicaux, par le général Campenon. Celui-ci pousse le capitaine Maujan à la démission en le désignant d'office comme commandant d'une compagnie disciplinaire en Afrique.
Il a un frère, qui se fait appeler Émile Max (1856-1937), fondateur de La Revue critique (Paris, 1882-1884).
Reconverti dans la politique radicale, Maujan se présente en vain à plusieurs élections, assure entre 1884 et 1886 la direction d'un journal radical-socialiste, La France libre, et s'essaie à l'art dramatique en rédigeant sous le nom de Jean Malus Jacques Bonhomme (1886), un drame médiéval au propos socialisant. Il est finalement élu député lors des élections législatives de 1889 contre le boulangiste Joseph Chevillon, dans le 10e arrondissement de Paris. Battu aux élections législatives de 1893 par le socialiste Arthur Groussier, il ne retrouve un siège de député qu'en 1902, dans la deuxième circonscription de Sceaux.
Siégeant parmi les radicaux, le député Maujan s'intéresse particulièrement aux questions militaires (il est trois fois rapporteur du budget de la Guerre) mais aussi économiques et fiscales. En 1891, il dépose un projet de réforme générale de l'impôt.
Après avoir dirigé le journal Germinal en 1893 et avoir été le rédacteur en chef de La Lanterne, il assure entre avril 1904 et juillet 1907 la direction politique du journal Le Radical, qu'il maintient dans la ligne du récent Parti républicain, radical et radical-socialiste.
Réélu en 1906, il entre dans le gouvernement Clemenceau en remplaçant Albert Sarraut au poste de Sous-secrétaire d’État à l'Intérieur. En 1909, il est élu sénateur de la Seine et s'inscrit au groupe de la Gauche démocratique. Favorable à la loi des trois ans, il devient le vice-président de la Fédération des gauches, formation présidée par Aristide Briand. 
Le 27 avril 1910, il prend la direction du journal Le National.
Il meurt au cours de son mandat sénatorial. Il repose au cimetière du Père Lachaise (Division 18), à Paris.

## Mandats et fonctions
- Député de la Seine en 1889.
- Sénateur de la Seine de 1909 à 1914.
- Sous-secrétaire d'État à la présidence du Conseil et à l'Intérieur du 20 juillet 1907 au 23 juillet 1909 dans le gouvernement Georges Clemenceau (1).

## Sources
- « Adolphe Maujan », dans le Dictionnaire des parlementaires français (1889-1940), sous la direction de Jean Jolly, PUF, 1960 [détail de l’édition]